# バリの聖ニコラウスの施し物
『バリの聖ニコラウスの施し物』（バリのせいニコラウスのほどこしもの、仏: La Charité de saint Nicolas de Bari、英: The Charity of St. Nicholas of Bari）は、14世紀のイタリア・シエナ派の画家アンブロージョ・ロレンツェッティが1330年代にポプラ板上にテンペラと金箔で制作した絵画である。本来、三連祭壇画の左翼であったと考えられており、右翼には自身のマントを割いて与える『聖マルティヌスの施し物』 (イェール大学美術館所蔵) が描かれていた。一部の美術史家は、祭壇画の中央パネルはシエナ国立美術館にある『聖母子と聖人たち』であったと考えている。本作は1916年に美術商ラウル・デュセニュール (Raoul Duseigneur) に寄贈されて以来、パリのルーヴル美術館に所蔵されている。

## 作品
本作に描かれている聖ニコラウスは、サンタ・クロース伝説のもとになった人物である。彼は4世紀のミュラ (現トルコ) 司教で、早くから神に生涯を捧げ、両親が死んだ後は貧民に大金を分配し、さまざまな治癒の奇蹟や善行のゆえに非常な崇敬を集めた。
画面に描かれているのは、青年時代のニコラウスにまつわる逸話である。ある男が貧窮して、3人の娘の結婚持参金を用意できなかったために彼女たちを売り飛ばすしかなくなった。そこで、ニコラウス (左端) は彼女たちが分相応の結婚ができるよう、夜中に密かに男の家を訪れ、金貨の詰まった財布を窓から投げ入れた。
この絵画は左翼パネルであったために、中央パネルに向かって、すなわち右側に向かって建物の線が後退する室内の遠近法が用いられている。ニコラウスの古い伝説は、ゴシック後期風のアーチや家具に見られるような同時代の細部で表されている。貧しい家庭では、1台のベッドで数人が寝ていたという。赤いクッションのある手前のチェストは寝心地が悪そうである。
色彩の面では、ピンク、黄、緑、赤、白色が華やかに用いられ、素朴かつ民話的な情景が作り出されている。フラ・アンジェリコにつながるイタリアのプリミティブ美術の系譜に属す作品である。なお、フィレンツェのウフィツィ美術館には、アンブロージョ・ロレンツェッティによる同主題の場面を含む『聖ニコラウスの物語』が所蔵されている。

## ギャラリー

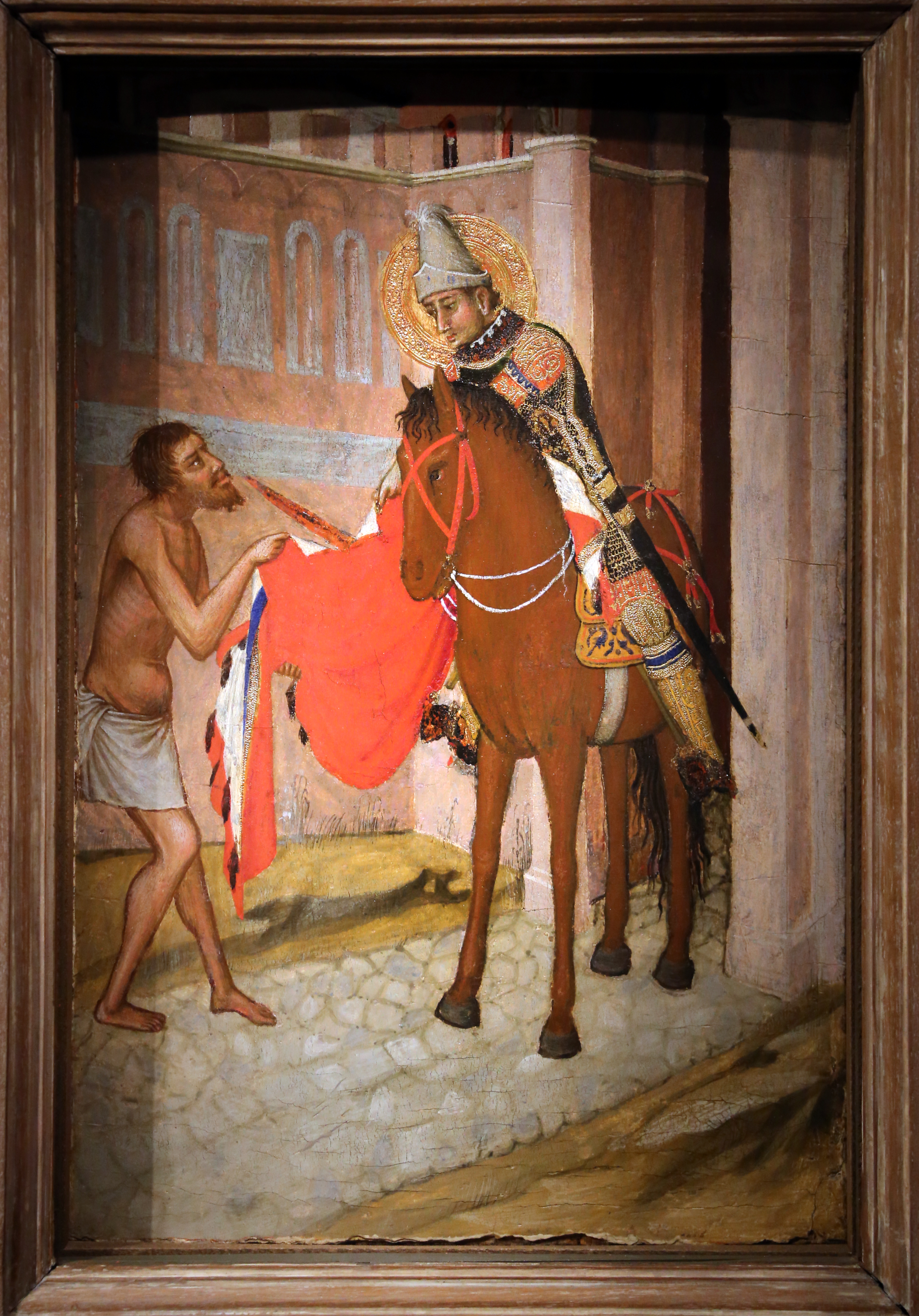
アンブロージョ・ロレンツェッティ『聖マルティヌスの施し物』、イェール大学美術館（英語版）
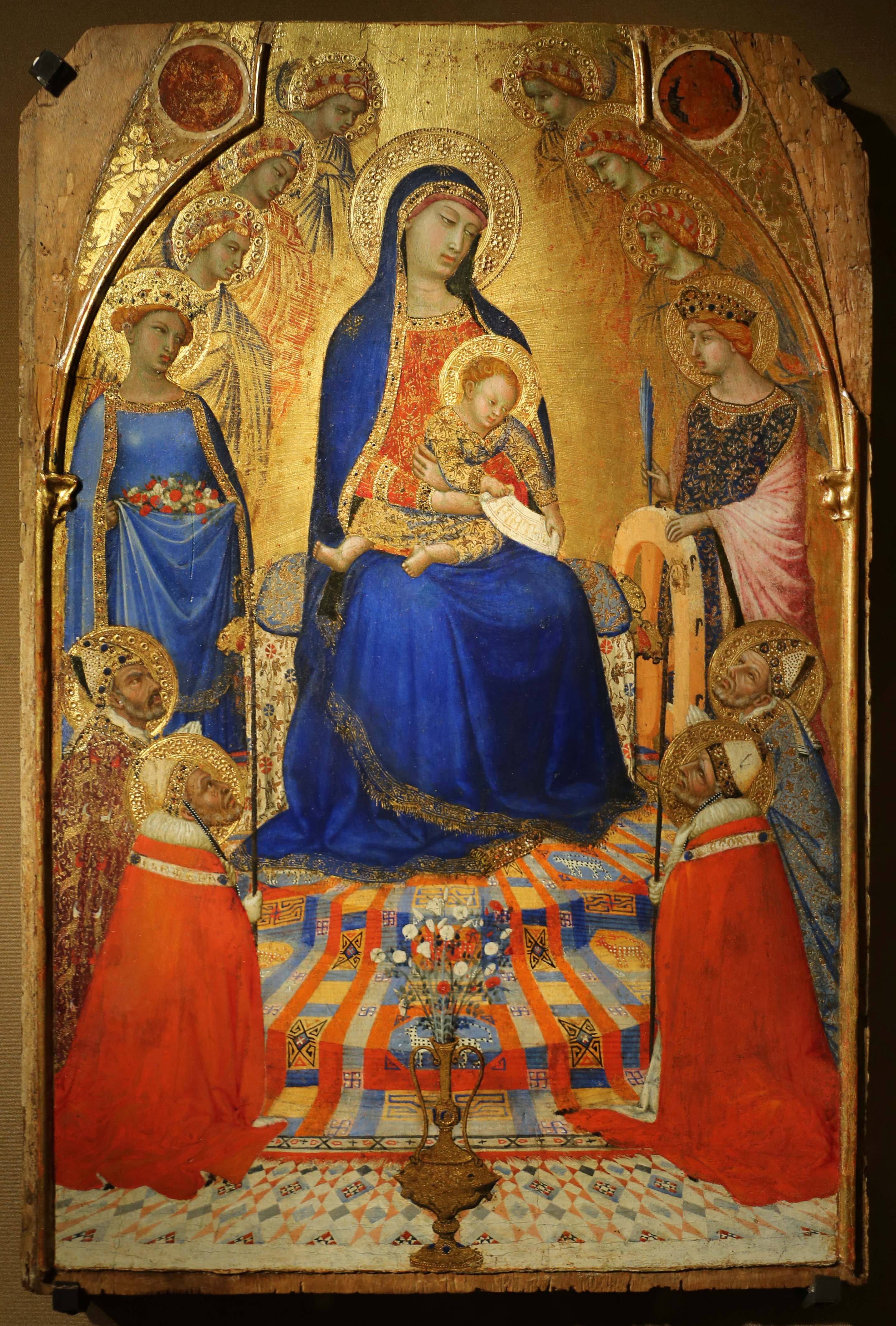
アンブロージョ・ロレンツェッティ『聖母子と聖人たち』、シエナ国立美術館
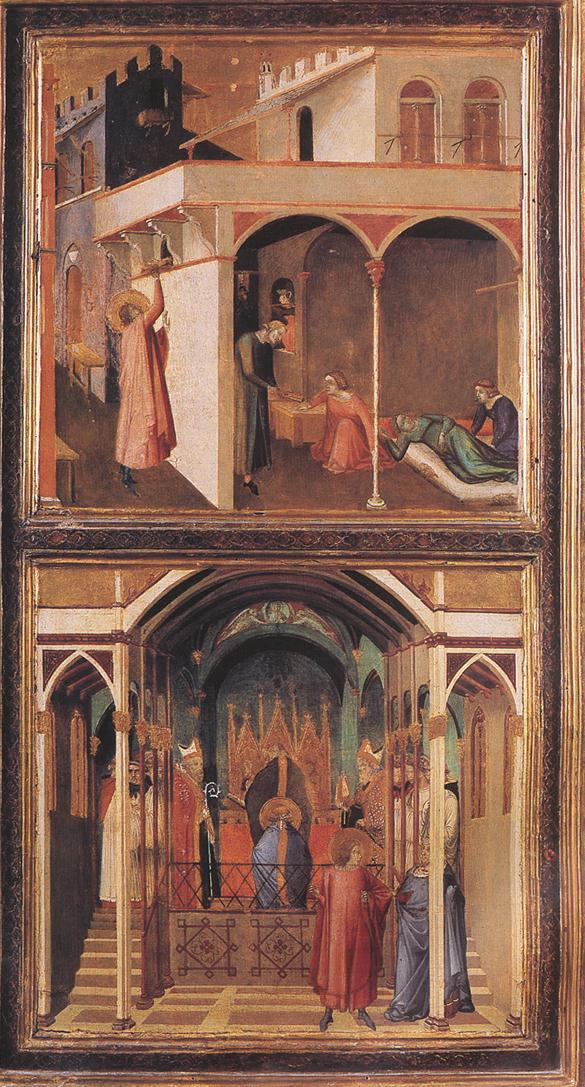
アンブロージョ・ロレンツェッティ『聖ニコラウスの物語』の片側パネル上段『聖ニコラウスの施し物』、ウフィツィ美術館